# 三杉淳
三杉淳（みすぎ じゅん）は、高橋陽一の漫画『キャプテン翼』に登場する架空のサッカー選手である。血液型はA型。

## 人物

### プロフィール
ポジションはMF・DF。東京都武蔵野市出身。小学生時代は翼に勝る技術を持ち（ロベルト本郷をして「完成している」と言わしめたほど）、キャプテンとしても優れた統率力や戦術眼を持ちながらも、心臓の持病のために数分程度しかピッチに立つことができず、「ガラスのエース」「フィールドの貴公子」などと呼ばれた悲劇の天才マルチプレイヤー。この頃、日向小次郎は小学生全国大会制覇のため、若林源三と三杉を偵察しに行っており、翼が全国的に無名だったのとは対照的に、若林と共に三杉は全国的に名が知られていた。心臓病のハンデ、テクニック、統率力など、全てで翼を上回っていた当時、翼に「勝てない」と瞬間的に思わせた選手であった。ジュニアユース編のアルゼンチン戦で翼と日向が「心臓病さえなければ日本一になれたかもしれない男」と評している。
作中では女性人気が非常に高く、小学生時代から「三杉ファンクラブ」が存在する など親衛隊からは黄色い声援が飛ぶ。中学生時代に元ブラジル代表のソクラテスのように、医師とサッカー選手の夢を両立させることを心に決めた。高校時代は表舞台に立つことなくリハビリに専念していたが、その甲斐あって心臓病はほぼ完治した。以降はブランクを埋めるべく努力し、ワールドユース時代にドライブシュートをマスター。それまではヨハン・クライフに憧れMFとしてプレイしていたが、ユース代表では主にDFとしてプレイ。以降はフランコ・バレージのような名リベロを目指している。背番号はMF時代は憧れの選手であるヨハン・クライフと同じ14を基本的に使用。DFへとコンバートした後はフランコ・バレージと同じ6を主に使用している。ただしジュニアユース時代はコーチも兼ねた選手として活躍していたため、24を使用した。
2001年のJリーグ・FC東京開幕戦では、東京スタジアム（現・味の素スタジアム）の電光掲示板に三杉のアニメ画像が登場した。

### 経歴
東城学園小学校サッカー部・武蔵ジュニアF.C - 武蔵中学校サッカー部・武蔵ジュニアユースF.C- 武蔵医科大学附属高校（テレビ平成版では武蔵高校）- 海南医科大学 - ベルマーレ平塚 (現湘南ベルマーレ) - FC東京

#### 小学生編
大会前から翼との対戦を望んでおり、全国大会では翼とフルタイムで戦うために準々決勝まで力を温存する。準決勝で翼率いる南葛と対戦、技術と統率力で翼を圧倒し、翼の戦意を喪失させる ほどの活躍を見せるも後半に心臓の発作を起こしてまともにプレイできなくなり、更に立ち直った翼に4－5で逆転負けを喫する。日本ユース代表が得意とする戦術・オフサイドトラップはこの頃から得意とし、のちに日本ユース代表でも守備ラインを指揮した。

#### 中学生編
心臓病の治療に2年間専念し、その甲斐あって3年生時には30分間という制限付きではあるものの、プレイが可能なまでに回復した。最後の全国大会で翼との再戦を強く望み、東京都大会の決勝で日向率いる東邦と対戦する。3点差をつけられ前半途中から出場すると、若島津から2点を奪い、卓越した指示力で日向の動きを完封するなど、ブランクを全く感じさせない活躍を見せるも、試合終盤の日向との競り合いで発作を起こして倒れ、試合終了目前に、無念の途中退場となり2－3で惜敗する。全国大会では南葛の全試合を見届ける。青葉弥生とはこの頃から交際関係に進展した。

#### ジュニアユース編
当初は片桐の計らいにより特例でコーチとして全日本に帯同。ヨーロッパ遠征期間中は見上監督に松山のスイーパー転向や翼の全日本入りをアドバイスした。実力を認めている見上監督の計らいで選手として大会に登録され、アルゼンチン戦とフランス戦に出場、全日本のピンチを救った。コーチとして対戦チームの選手たちのプレーでの癖などを分析し、選手としてそのデータをもとに対戦相手を翻弄した。予選のアルゼンチン戦に途中出場、決勝ゴールを挙げる。この時、三杉のプレーを見たフランスの選手達は「まるでピエールだ!」と驚いていた。フランスとの準決勝では最後の交代枠で途中出場、延長戦に入り制限時間を大きくオーバーするも同じく負傷した若島津と共に最後まで守り抜き、最後は交代枠を使いきったことにより交代が不可能でありながらもPKも決めて日本の決勝進出に貢献したが、決勝戦の西ドイツ戦では出番はなかった。

#### ワールドユース編
高校生活では一切表舞台に立たず、リハビリに専念した結果心臓病を克服。日本の前線には翼はじめタレントが揃っているとの理由から、自らポジションをリベロに下げユース代表に飛び込みで選出される。リハビリの過程でドライブシュートをマスターしており、ワールドユース一次予選のタイ戦で同点ゴールを挙げた。一次予選から決勝戦まで全試合フルタイム出場を果たしたのは、チーム内で三杉だけである。リベロとして守備で活躍を見せるが、相手主力選手に抜かれる場面が目立つなど、このシリーズでは中学生編までの天才キャラが影を潜め、弱体化した印象が強くなってしまった。

#### ROAD TO 2002
大学在学中に、FC東京に入団。ポジションを右サイドに上げ、フライングドライブシュートをマスターし、コンサドーレ札幌の松山光と激闘を繰り広げ、結果引き分けた。

#### GOLDEN-23
吉良耕三のもと翼、日向、葵の居ない五輪日本代表の右サイドＭＦを担当する。岬、松山と共にゲームメイクを担当し、三人の頭文字を取って「３Ｍ」と呼ばれるようになる。「３Ｍは見分けがつかない」とよくネタにされるが、３人のうち三杉だけが茶髪なので、頭髪の描き方（岬と松山は黒ベタ）に着目すると容易に見分けることができる。ワールドユース編では敵主力選手に競り負けるシーンも多かったが、このシリーズでは岬、松山と共に中盤の主力として活躍する。なお、心臓病はほぼ完治しているものの、再発の可能性があると診断されている。

#### 劇場版
『危うし!全日本jr.』
中学1年時を描いた本作では、医者から10分間という制限付きでヨーロッパ選抜チームとの親善試合出場の許可を得た。試合の後半最後の5分に登場し、1年間のブランクを全く感じさせない動きを見せた他、岬の代わりとして翼とコンビを組み、彼をアシストした。

## 戦歴
- 小学6年生
  - 全日本少年サッカー大会ベスト4（3位）
- 中学3年生
  - 全国中学校サッカー大会東京都大会準優勝[17]
  - フランス国際ジュニアユース大会優勝
- 大学1年生
  - ワールドユース選手権優勝
- 大学4年生
  - マドリッドオリンピック出場

## 得意技

### 原作に登場する技
華麗なドリブル
高度なテクニックによって相手を抜き去るドリブル。テクモ版では「VS」及び「メガCD」のみ使用。
オーバーヘッドキック
作中では、小学生ながら体をひねって放ちボールにカーブをかける技として披露した（後に登場するローリングオーバーヘッドのそれに近い）。テクモ版では「Ⅰ」と「Ⅳ」と「Ⅴ」のみ使用可能で、カーブはかけていない。
ドライブシュート
ボールに縦方向のドライブ回転をかけて放つシュート。高い弾道で飛び、ゴール付近で急速に落下する。ワールドユース編で心臓病を克服した三杉が披露し周囲を驚かせるが、「この年代では（ドライブシュートを打つことは）決して珍しいことではない」と語っていた。（事実、他にも使い手は複数存在する。）
フライングドライブシュート
ドライブシュートの強化版。どの角度からでも自由にゴールを狙う事が出来、まさしく名前の通り「飛翔する」ドライブシュートである。

### 劇場版に登場する技
トリプルコンビ
『ヨーロッパ大決戦』と『危うし！全日本jr.』に登場。翼と岬のゴールデンコンビ、日向と沢田の明和コンビ、松山と小田のふらのコンビの6人でパス回しをするという技。『危うし！全日本jr.』では翼と岬のゴールデンコンビの代わりを翼と三杉のニューゴールデンコンビが務めた。
名称は作中の実況によるフレーズより。

### アニメに登場する技
ヒールリフト
「平成版」に登場。小学生全国大会で見せた。テクモ版では「VS」にて使用可能。

## テクモ版
単純な能力値だけなら主人公の翼をも凌ぐほど高く、ガッツ以外の能力値は日本選手の中では最強。しかし心臓病設定も再現されておりガッツ関係で不利な補正が施されている。具体的には「II」-「IV」ではガッツの消費量が他の選手よりも大きく、回復量も小さい。さらに出場した試合でガッツを減らしすぎると（「II」では顔グラフィックが青くなってしまい）、次の試合はガッツ0に固定されてしまう。ガッツを減らしすぎないように運用すれば連続出場も可能。
特殊チームコマンド「ファストブレイク」を持ち、使用すると味方全員が一斉にオーバーラップしてゴール前になだれ込む。松山の「雪崩攻撃」と似た作戦。ただし、「IV」まではオフサイドがないため、ファストブレイクをオフサイドトラップとして使うことはできない。
「V」では「アジアカップの章」で日向・新田不在による攻撃力不足を補うため、FWとしてフル出場する。心臓に負担がかかり決勝戦途中で倒れてしまう(そしてストーリーの都合で強制交代)が、弥生の適切な応急処置によって試合終了後には歩けるようになるまで回復した。

### 経歴
武蔵医大付属高校（II） - 武蔵ローレルス（IV）

### テクモ版での技
ハイパーオーバーヘッド
「II」より登場。オーバーヘッドキックの強化版。「III」までは高い弾道でのシュートはヘディングとこの技のみで、普通のオーバーヘッドキックは使用できないが、「Ⅳ」まで使える技。
ムーンスライダー
「IV」に登場。キーパーの手元で三日月のような弧を描きながら急激に曲がるシュート。
ダイビングオーバー
「V」に登場。前方向にジャンプしながらのオーバーヘッドシュート。中学生編の東邦戦にて若島津から2点目を奪ったときに同様の動きを見せている。
オーバーヘッドクリア
「V」に登場。相手のシュートをオーバーヘッドキックでクリアする技。ジュニアユース編の準決勝フランス戦にて同様の動きを見せている。
アップキックボレー
「メガCD版」に登場。自分の頭上にボールをチップキックで蹴り上げ、自らは後ろにステップし、その反動でジャンピングボレーをする。ダイレクト系ではなく、ドリブル状態から選択可能。小学生編にて同様のテクニックを披露している。

## その他のゲームに登場する技

### コナミ版
フィールドの貴公子
自身の異名。芸術的なテクニックで相手を抜き去る。
グラスハートショット
武蔵中が全国優勝を目指すオリジナルストーリーで披露したシュート。キーパーの手元で急激に曲がるシュート。作中では「消えるシュート」と表現されるほどの鋭さ。東邦学園中戦で決勝ゴールとなった。

### バンダイ版
スライスシュート
Nintendo Switch/PS4版「RISE OF NEW CHAMPIONS」に登場。ボールに横回転がかかり、ゴール手前で曲がるシュート。
スカイロケットボレー
Nintendo Switch/PS4版「RISE OF NEW CHAMPIONS」に登場。チップキックで上げたボールをジャンピングボレーで放つ。テクモ版「メガCD」のアップキックボレーと似た技。
クリスタルオーバーヘッド
Nintendo Switch/PS4版「RISE OF NEW CHAMPIONS」に登場。全身全霊を込めたオーバーヘッドキック。
ガラスのエース
Nintendo Switch/PS4版「RISE OF NEW CHAMPIONS」に登場。厳密には技でなくスキルである。自身が出場して30分間は能力が上昇し、以降は低下するという。心臓病を再現したスキル。

## 担当声優
- 溝口綾 - テレビアニメ第1作
- 木藤玲子 - 『たたかえドリームチーム』
- 緒方恵美 - テレビアニメ第2作『J』（少年期）、PS2版
- 太田真一郎 - テレビアニメ第2作『J』（青年期）
- 折笠愛 - テレビアニメ第3作（少年期）
- 宮崎一成 - テレビアニメ第3作（青年期）
- 斉藤壮馬 - テレビアニメ第4作[19]